# Nesto Möbel
Nesto Möbel AB, tidigare Nässjö Stolfabrik AB, var en av Nordens största möbelfabriker som var verksam 1870–1992. Efter fabriken har en staty rests i en rondell på området och Nässjös poststämpel med pinnstolen härrör också från denna industri.

## Historik

### Grundad 1870 i Svenarum
Per Johan Andersson (1844–1930) från Hylletofta startade 1870 egen tillverkning av material till gung- och pinnstolar i Kvarngården, Svenarums församling. Han använde trampsvarv och sålde stolarna monteringsfärdiga till hantverkare i Jönköping. Han hyrde en parstuga i Jonsbo, Malmbäck, dit han 1876 flyttade rörelsen. En lokomobil på tre hästkrafter inköptes med vilken bandsåg, kaptrissa och svarv drevs.

### Verksamheten flyttas till Nässjö
Fabrikören P J Andersson visste att framtiden låg i järnvägen och att företaget behövde komma närmare denna. Han flyttade år 1882 verksamheten till en 30 000 kvadratmeter stor tomt på området Åker i Nässjö, där fabriken fortfarande står kvar.
Som bokhållare och verkmästare rekryterades år 1884 Johan August Carlson (1860–1948), som hade erfarenhet från branschen då han bland annat varit verksam vid Hagafors Stolfabrik. J. Aug. Carlson, som han alltid skrev sig, fick även fungera som ställföreträdare för Andersson då hans hälsa blev alltmer vacklande. För Carlson var god kvalitet mycket viktig vilket kom att prägla företagets produkter.
På 1890-talet exporterade man till London genom firma John J. Boyd och agentur startades i Köpenhamn och Oslo. Lokomobilen på tre hästkrafter ersattes av en ångmaskin på 100 hästkrafter. En milstolpe i Nässjös historia passerades också då stadens första fackförening bildades på Nässjö Stolfabrik 1898.

### Räls till järnvägen byggdes
Hagaryds fanérsitsfabrik och Stolfabrik övertogs av P J Andersson 1901. Förbindelse med Nässjö Järnvägsstation inrättades genom "decauvillebana". Runt fabriken byggdes så kallade egna hem. 1906 skedde en ombildning till aktiebolag och namnet blev Nässjö Stolfabrik AB. Disponent blev P J Anderssons son Alfred Andersson.
År 1910 blev Johan August Carlson VD för företaget. Bolagets firmanamn ändrades 1916 till Nya AB Nässjö Stolfabrik varefter bolaget likviderades. Familjen Anderssons aktiemajoritet övertogs av ett konsortium, som gick in med utökat kapital. I konsortiet ingick direktör Simon Ericson, som nu kom att fungera som VD för företaget. Fabriken överläts snart på ett nytt bolag – men styrelsen satt kvar.
Nässjö Stolfabrik förvärvade 1917 aktiemajoriteten i Almenäs Stolfabrik i Nässjö som var bildad som en utbrytning ur Nässjö Stolfabrik, Anders Karlssons Stolfabrik i Skillingaryd, Sängfabriken i Ljusdal och Brödema Wigells stolfabrik i Malmbäck. Försäljningskontor öppnades i Oslo och Köpenhamn. Finansansvaret övertogs 1918 av hovjägmästaren, friherre Wilhelm Klingspor i Hällekis.
År 1923 återanställdes Johan August Carlson som disponent. Genom specialisering hade företaget under slutet av 1920-talet blivit Skandinaviens största leverantör av bland annat ekstolar med ökande avsättning i samtliga världsdelar.

### Produktionskris och brand
Under 1931 blev det produktionskris och stor brand. Den stora betongbyggnaden byggdes. År 1934 investerade företaget i en begagnad ångmaskin på 500 hästkrafter.
VD:n Johan August Carlson gick i pension 1940 och efterträddes av sonen John Martins (1893–1976), som tidigare varit teknisk chef på företaget. Förutom pinnstolar och sargstolar, som man i huvudsak producerade, tillverkades även bland annat bord, skåp och byråar. År 1948 utökades verksamheten med inköp av aktiemajoriteten i AB Ekelöfs Möbelindustri i Nässjö.
Björn Stålsmeden rekryterades 1960 som ny VD (1924–1982) och två år senare introducerades Kennedystolen. 1964 förvärvades aktiemajoriteten i det anrika Hagafors Stolfabrik. Fabriken fick den största order som en svensk möbelindustri dittills erhållit på exportmarknaden. Det var en av USA:s större möbelfirmor som stod bakom rekordordern på drygt två miljoner. Rörelserna sammanfördes och i praktiken blev bara varumärket kvar av Hagafors Stolfabrik som efter några år lades ned.

### AB Nässjö stolfabrik blev Nesto Möbel AB
Vid hundraårsjubileet 1970 delades hedersgåvor ut till 67 trotjänare som hade minst 25 års tjänst i företaget. 1972 bytte AB Nässjö Stolfabrik namn till Nesto Möbel AB. Nesto införlivades några år senare Wissingsgruppen. Företagsledare var Bertil Wissing (1934-2019) och Arne Wissing (född 1935).
Företaget gjorde en mindre konkurs 1986. Norska företaget Sandvik Møbler AS och Gunnar Johansson från Ljushammar kom in företaget. Sandvik ägde till en början 51 procent, men ökade snabbt sin andel. År 1989 följde en större konkurs. Företaget minskade personalen rejält och företaget konstruerades om. 1990 styrde Norska Sandvik på egen hand, platschef var Bo Ohlsson. 1991 fick de anställda beskedet att de skulle förlora sina arbeten senast i juli 1992. Avveckling skedde den 3 juli 1992 och den definitiva konkursen blev i december samma år.

### Nya ägare av fabriken skapade möjligheter
Efter konkursen köptes hela fabriken inklusive tomten upp av fastighetsbolaget Lindell & Strandbergs Fastigheter AB. En omfattande renovering gjordes och hyreskontrakt med flera olika företag skrevs. Bland dem var Nässjö kommun en av hyresgästerna. Kommunen lade hela sin ungdomsverksamhet på bottenplan och blev i folkmun kallat för "Pinnen". Lokalen fungerade som en fritidsgård för skolungdomar runt om staden och var öppet nästan alla dagar. Ungdomarna kunde där träffas och fika, spela biljard och umgås. En gång i månaden anordnades disco för både mellanstadie- och högstadieelever och blev väldigt populärt. Lindell & Strandberg hyrde även ut mindre lokaler till förmån för lokala band så de kunde vara nånstans och repa. Ett av banden som senare kom att bli kända globalt är Backyard Babies. Namnet på bandet uppkom enligt Andreas "Dregen" Tyrone Svensson på grund av att de var de yngsta grabbarna i staden som höll på med musik och att de huserade just på en bakgård.
Under Lindell & Strandbergs tid som ägare återskapades också ett stolsmuseum till förmån och minne för fabriken. Arnold Ek, en före detta anställd på stolfabriken stod som innehavare och ordförande för detta museum. Museet är idag nedlagt och stolarna är bortforslade. År 2013 gick Jan Strandberg, VD för fastighetsbolaget Lindell & Strandberg ut med att de tänkte sälja hela fastigheten inklusive tomten. Affären gjordes klar under vinterhalvåret och ny ägare till fabriken blev Nils Sörman, Sörmans Bygg & Entreprenad i Jönköping.